# Gianni Vella
Gianni Vella (ur. 9 maja 1885 w Bormli, zm. 3 września 1977 w Buġibbie) – maltański artysta. Po studiach w Rzymie wykonał wiele dzieł religijnych, które można znaleźć w wielu kościołach na Wyspach Maltańskich, ale stworzył także kilka dzieł świeckich, w tym obrazy pejzażowe, karykatury i projekty znaczków.

## Życiorys
Gianni Vella urodził się w Bormli 9 maja 1885. Zaczął malować w młodym wieku, tworząc obrazy i inne dekoracje na festy Niepokalanego Poczęcia w swoim rodzinnym mieście. Przez siedem lat był uczniem włoskiego artysty Attilo Palombiego, i w tym czasie pracował nad freskami w różnych kościołach.
Vella został w końcu zatrudniony w departamencie edukacji jako mistrz rysunku i zilustrował książkę Alberta Laferli „The Story of Man in Malta”. W 1907, po rekomendacji Palombiego, wyjechał do Rzymu, aby studiować w Akademii Brytyjskiej i Accademia di Belle Arti di Roma. Tam zdobył wiele nagród za swoje obrazy, a jego prace były wystawiane w kilku włoskich miastach.
W 1912 Vella wrócił na Maltę i otworzył pracownię artystyczną w stolicy Valletcie. Wykonał wiele obrazów religijnych i fresków, które można znaleźć w wielu kościołach i kaplicach na Wyspach Maltańskich. Pobierał też zlecenia na dekorownie prywatnych willi i domów. W swojej karierze, która trwała ponad pięć dekad, Vella pracował różnymi technikami, malował obrazy olejne, akwarele i pastele.

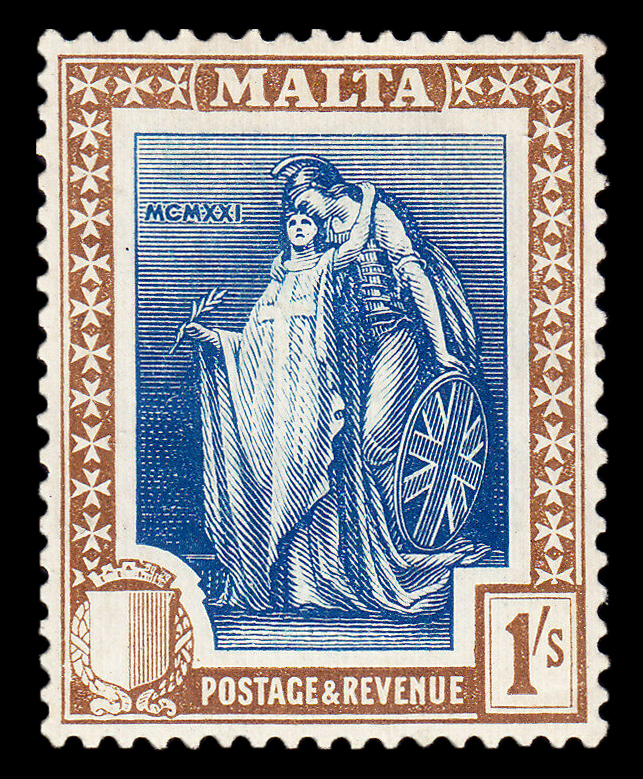
Projekt Velli znaczka Emisja znaczków Melita

W 1921 Vella wziął udział w konkursie na projekt znaczka, a jego zgłoszenie było jednym z dwóch wybranych do emisji Melita w 1922. Jego projekt został wykorzystany na pięciu znaczkach, podczas gdy reszta zestawu została zaprojektowana przez Edwarda Caruanę Dingliego. Wykonał także kreskówki dla gazety satyrycznej „Il-Ħmara” oraz zaprojektował maski na karnawał w 1927. Był stałym uczestnikiem corocznej wystawy sztuki, która odbywała się na Trade Fair Grounds w Naxxar. W 1976 otrzymał złoty medal od Maltańskiego Towarzystwa Sztuki, Producentów i Handlu.
Gianni Vella poślubił Mary Chretien i mieli troje dzieci: Marię, Aldo i Beppe. Zmarł 3 września 1977 w wieku 92 lat. W tym samym roku w lokalnej telewizji wyemitowano dokument o jego życiu. W 1983 w Muzeum Archeologicznym w Valletcie odbyła się wystawa jego prac.

## Prace artysty
Jednym z wczesnych dzieł Velli jest „Villa Borghese sotto Neve”, obraz olejny, za który otrzymał nagrodę podczas pobytu w Rzymie.
Godne uwagi dzieła religijne Velli obejmują Najświętsze Serce Jezusa w kościele Karmelitów Bosych w Birkirkarze, niektóre freski w kościele św. Publiusza we Florianie oraz dekoracje na sklepieniu i absydach katedry Wniebowzięcia NMP na Gozo. Inne świątynie, w których znajdują się dzieła Velli to kościoły św. Augustyna i św. Franciszka w Valletcie, kościoły parafialne w Marsie, Tarxien, Għaxaq, Safi, Gżirze, Naxxar, Birkirkarze, Lii, Mellieħa, Żurrieq, Qali, Nadur, Xagħra, Sannat, Munxar i San Lawrenz oraz różne inne kościoły i kaplice na Malcie i Gozo.
Niektóre z jego prac można również znaleźć w kolegium Św. Alojzego w Birkirkarze oraz w muzeum Wignacourta w Rabacie.

## Literatura
- Christian Attard: Gianni Vella: The life and works of a twentieth-century Maltese artist. Malta: Midsea Books, 2013. ISBN 978-99932-7-444-5. Brak numerów stron w książce